# École d'Étampes
L’école d'Étampes est une école de peinture fondée en 1968 par Philippe Lejeune. Nombre de peintres aujourd’hui reconnus ont été formés par cette école, dont Christoff Debusschere, Éric Bari, François Legrand ou Jean-Marc Idir.

## Historique
Au début de la Seconde Guerre mondiale, Philippe Lejeune s’installe avec ses parents et ses deux frères à Étampes. Il est alors élève du peintre Maurice Denis qui lui apprend les fondements de l’art sacré.
En 1968, Philippe Lejeune ouvre un atelier d'art plastique — dit l'Atelier de la Vigne — au 11, rue de la Vigne à Étampes. Il adopte immédiatement l'exercice du portrait comme formation essentielle pour les jeunes peintres qui y travaillent.
Durant les années 1970, l'atelier se développe dans diverses activités : gravure, sérigraphie, technique de l'icône dorée à la feuille d'or, dessin, pastel.
Au cours des années 1980-2010, de nombreux prix distinguent les peintres de l'école : prix de la Jeune Peinture, prix du portrait Paul-Louis Weiller, prix de Monaco, prix Noufflard de la Fondation de France (cinq lauréats), trois peintres et trois années de suite prix du Reader's Diges et prix Rugale Michaïlov de la Fondation Taylor.Certains de ces artistes sont nommés peintres officiels de la Marine, peintres officiels de l'Air et peintres officiels de l'Armée.
En 2011, la Ville d'Étampes rend hommage au peintre Philippe Lejeune à travers trois expositions dans les locaux de l'hôtel Anne-de-Pisseleu,.

## Style
Spontanément on a parlé de l’école d’Étampes pour définir un optimisme qui se réclame de Diego Vélasquez et d'Édouard Vuillard. Si un air de famille unit les peintres de cette école, c’est celui de la touche volontaire, une analyse aigüe de la lumière, une connaissance du métier classique.[réf. nécessaire]
Leurs sujets sont le plus souvent figuratifs, mais avec un graphisme s’appuyant auprès de l’abstraction.

## Citations
Philippe Lejeune :
- « Je me reproche parfois de reprendre trop vite les tableaux de mes élèves. Une bonne méthode d’enseignement ne doit pas imposer un style, mais ouvrir le regard du peintre à ce qu’il a sous les yeux. »[3]
- « Ce qui est important, c'est de saisir les formes, les proportions, les équilibres de couleurs. Inutile de vouloir figurer l'âme, l'esprit ou le caractère d'une chose si l'on n'a pas le niveau technique requis. »[4]
- « Le métier, c'est ce qui donnera un bon artisan ; le talent, ce qui fera un bon peintre ! »[4]

## Peintres de l'école d'Étampes
Plusieurs générations d'artistes sont rattachés à cette école, dont :
- Éric Bari
- Christoff Debusschere[1],[4]
- Nathalie Gobin[1]
- Jean-Marc Idir[4]
- Philippe Legendre-Kvater
- François Legrand[4]
- Philippe Lejeune